# Iridomirmecina
A iridomirmecina é um composto químico de defesa, pertencente à classe dos iridoides, isolado de formigas do gênero Iridomyrmex. A iridomirmecina é também encontrada em várias espécies de plantas, incluindo a Actinidia polygama.